# Метопиум ядоносный
Мето́пиум ядоно́сный (лат. Metópium toxíferum), называемый также ядови́тое де́рево (англ. poisonwood), флори́дское ядовитое дерево (англ. Florida poisontree) — вид дерева, произрастающий в тропиках Центральной Америки, известный благодаря своей способности вырабатывать раздражитель урушиол. Метопиум ядоносный является родственником сумаха ядоносного и ядовитого дуба, также относящихся к семейству (Сумаховые).

## Ареал
Это дерево в большом количестве произрастает на архипелаге Флорида-Кис и может быть также обнаружен в различных экосистемах южной Флориды. Его ареал простирается от Флориды и Багам на юг по всему Карибскому бассейну.

## Свойства
Сок растения содержит алкалоиды, вызывающие серьёзные поражения кожи и слизистой оболочки при контакте. Любая часть растения может содержать сок. Метопиум растёт в плавучих лесах, в тропических хвойных лесах и на песчаных дюнах вблизи солёной воды.
Древесина этого дерева тёмно-коричневая с красными полосами, тяжёлая и твёрдая, но не особенно прочная, коммерческого значения не имеет. Смолистый сок коры используется в медицинских целях. Плод метопиума ядоносного является главным источником пищи для белоголового голубя (Patagioenas leucocephala). Другие птицы и животные также едят эти плоды.